# Landskrona (stacja kolejowa)
Landskrona – stacja kolejowa w Landskronie, w regionie Skania, w Szwecji. Posiada 2 perony.